# Olching
 er en kommune i Landkreis Fürstenfeldbruck der ligger i den vestlige del af Regierungsbezirk Oberbayern i den tyske delstat Bayern. Den ligger cirka 20 kilometer vest for München. Med et indbyggertal på knap 25.000 regnes Olching for den befolkningsrigeste kommune i Bayern, som hverken har stads- eller købstadsrettigheder (marktrecht).

## Geografi
Olching ligger cirka midt mellem Dachau og Fürstenfeldbruck og strækker sig på begge sider af floden Amper.

### Nabokommuner
Olching grænser mod vest til Maisach, mod nord til Bergkirchen (Landkreis Dachau), mod øst til Münchens områder, mod sydøst til Gröbenzell, mod syd til Puchheim og Eichenau og i sydvest til Emmering og Fürstenfeldbruck.

### Inddeling
Kommunen Olching blev oprettet i 1978 ved en sammenlægning af de indtil da selvstændige kommuner Olching, Esting og Geiselbullach.
Derud over er der landsbyen Graßlfing, og Esting er yderligere delt i (gammel-)Esting og Neu-Esting.

### Arealbrug
Kommunens areal er på 2.990 ha hvoraf 1.960 ha er landbrugsområder, 303 ha er bygninger med tilhørende arealer, 224 ha bruges til trafik, 193 ha er skovarealer, 103 ha er dækket af vand, 35 ha har rekreative formål 23 ha bruges til erhvervsformål og 151 ha har anden anvendelse.
I kommunen Olching ligger de beskyttede landskaber (Landschaftsschutzgebiet) "Untere Amper" (ca. 553 ha hvoraf 316 ha ligger i Olching) og "Graßlfinger Moos og Olchinger See" (ca. 590 ha).